# Embd
Embd é uma comuna da Suíça, no Cantão Valais, com cerca de 312 habitantes. Estende-se por uma área de 13,37 km², de densidade populacional de 26 hab/km².  Confina com as seguintes comunas: Ergisch, Grächen, Oberems, Sankt Niklaus, Törbel, Unterbäch.
A língua oficial nesta comuna é o Alemão.